# جوليا أورانيا
جوليا أورانيا (باليونانية: Ιουλìα Ουρανìа)‏ زوجة الملك الموريطاني الأمازيغي بطليموس ابن جوبا الثاني وكليوباترا سيليني

## حياتها
أصبحت أورانيا ملكة على موريطانية بزواجها بالملك بطليموس خلال القرن الأول الميلادي. ولدت له أورانيا بنتاً أسماها دروسيلا تيمناً بأخته سنة 38م.
وقد وجدت كتابات تتحدث عنها في قبر خادمتها الخاصة بودينا بمدينة قيصرية (شرشال حالياً) العاصمة الإدارية لمملكة موريطنية القيصرية.
تعود أصول أورانيا إلى السلالة الملكية الحمصية بسوريا التابعة للإمبراطورية الرومانية.

## اسمها
أورانيا اسم يوناني قديم يعني «سماء»، حسب الميثولوجيا الإغريقية فأورانيا هي إحدى إلهات الإلهام التسع وإلهة العلوم الفلكية، تصوّر في الفنون على شكل امرأة تحمل كرة أرضية وعصا تشير بها إلى الكرة.